# 3-metilkvercetin 7-O-metiltransferaza
3-metilkvercetin 7-O-metiltransferaza (EC 2.1.1.82, flavonolna 7-O-metiltransferaza, flavonolna 7-metiltransferaza, 7-OMT, S-adenozil--metionin:3',4',5,7-tetrahidroksi-3-metoksiflavon 7-O-metiltransferaza, 3-metilkvercitinska 7-O-metiltransferaza) je enzim sa sistematskim imenom S-adenozil-L-metionin:5,7,3',4'-tetrahidroksi-3-metoksiflavon 7-O-metiltransferaza. Ovaj enzim katalizuje sledeću hemijsku reakciju
-adenozil--metionin + 5,7,3',4'-tetrahidroksi-3-metoksiflavon {\displaystyle \rightleftharpoons } -adenozil-L-homocistein + 5,3',4'-trihidroksi-3,7-dimetoksiflavon
Ovaj enzim učestvuje zajedno sa EC 2.1.1.76, kvercetin 3-O-metiltransferazom i EC 2.1.1.83, 3,7-dimetilkvercetin 4'-O-metiltransferazom, u metilaciji kvercetina do 3,7,4'-trimetilkvercetina kod Chrysosplenium americanum. On ne deluje na flavone, dihidroflavonole, ili njihove glukozide.

## Literatura
- Nicholas C. Price; Lewis Stevens (1999). Fundamentals of Enzymology: The Cell and Molecular Biology of Catalytic Proteins (Third изд.). USA: Oxford University Press. ISBN 019850229X.
- Eric J. Toone (2006). Advances in Enzymology and Related Areas of Molecular Biology, Protein Evolution (Volume 75 изд.). Wiley-Interscience. ISBN 0471205036.
- Branden C; Tooze J. Introduction to Protein Structure. New York, NY: Garland Publishing. ISBN 0-8153-2305-0.
- Irwin H. Segel. Enzyme Kinetics: Behavior and Analysis of Rapid Equilibrium and Steady-State Enzyme Systems (Book 44 изд.). Wiley Classics Library. ISBN 0471303097.

## Spoljašnje veze
- 3-methylquercetin+7-O-methyltransferase на 